# U Kalendů
Restaurace U Kalendů se nachází na Rašínově nábřeží čp. 383. Na jejím místě stával kostel svatého Mikuláše zbořený během asanace Podskalí v roce 1911. Hostinec vznikl spolu s novým domem, pojmenován byl na památku starého podskalského rodu vorařů Kalendových. Nabízí se možné spojení s poctou zesnulému kapitánovi voru Josefu Kalendovi, který tragicky zahynul na Helmovském jezu 16. dubna 1908 při rozvodnění Vltavy, ověřeno to však není. Dle jiných odborníků se nabízí i spojení se starším významem spojení „chodit na kalendu“, tj. chodit na zálety.

## Historie
Přes starý tradiční název se zdá, že oficiální pojmenování U Kalendů je pravděpodobně až poválečného data, v prvních letech provozu zde fungoval Celnerův restaurant, kde se scházeli členové několika živnostenských i národních spolků a pořádali zde i národní sbírky. Podnik stále více lákal především příznivce trampování, kteří v 70. letech hostinci přezdívali Ministerstvo trampingu. Za doby socialismu byl hostinec U Kalendů vyhlášený tím, že otevíral v brzkých ranních hodinách, kdy již nabízel teplou kuchyni. Po revoluci podnik vedl Pavel Jelínek, který též organizoval Pražský divadelní festival německého jazyka, v 90. letech proběhla rekonstrukce hostince, v roce 2021 jej převzala společnost Ambiente pod stejným jménem U Kalendů.

## Slavní hosté
Mezi častými hosty nechyběli např. Jarka Mottl, Jaroslav Štercl, zakládající člen Ztracenky Čeněk Kopáček, herec Josef Braun nebo Jenda Korda z kapely Settleři. Příležitostně zde sedávali také Vladimír Menšík, Jiří Sovák, Bohumil Hrabal, Václav Havel, Jaroslav Hutka a mnozí další. 

## Kulturní stopa
V restauraci se natáčela scéna pro film Citlivá místa (1988) režiséra Vladimíra Drhy s Janou Brejchovou v hlavní roli. Bohumil Hrabal hostinec U Kalendů zmiňuje v románu Vita nuova (1987), do svých děl jej zařadili i mnozí další spisovatelé jako Radek John (Džínový svět, 1980), Pavel Kohout (Kde je zakopán pes, 1990), Přemysl Rut (Náměsíčný průvodce Prahou, 1991), Jáchym Topol (Sestra, 1994), Alex Koenigsmark (Všechny pánské historky, 1996) nebo Pavel Šrut (Konzul v afrikánech, 1998).